# Яблонский, Всеволод Сергеевич
Всеволод Сергеевич Ябло́нский (7 ноября 1901, Оренбург — 2 мая 1963, Уфа) — советский учёный, специалист в области гидромеханики, гидравлики, научных основ транспорта и хранения нефти и газа; педагог. Основатель крупнейшей научной школы. Доктор технических наук, профессор, заслуженный деятель науки и техники РСФСР.

## Биография

### Происхождение
Всеволод Сергеевич Яблонский родился 7 ноября 1901 года в г. Оренбурге в семье офицера 242-го Белебеевского Резервного (бывшего 49-го Оренбургского Губернского) батальона. Отец — Сергей Николаевич Яблонский, полковник, погиб на фронте Первой мировой войны в 1915 году.
Брат отца — Андрей Николаевич Яблонский (1869—1918), генерал-майор царской армии.

### Хроника профессиональной деятельности
- 1918—1919 — регистратор земельного отдела при Нижегородском губернском Совете депутатов;
- 1919 — окончил Нижегородское реальное училище;
- 1919—1924 — добровольцем вступил в Красную Армию и более 5 лет прослужил на административно-хозяйственных должностях на Восточном фронте, в Самаре, Твери и Москве. Последнее место службы — 1-я Высшая школа Красных военных лётчиков;
- 1922—1928 — учился заочно на физико-математическом факультете 1-го Московского государственного университета по специальности «Аэрогидромеханика»;
- 1924—1927 — заведующий книжным складом в издательстве «Работник просвещения», Москва;
- 1927—1930 — будучи студентом-дипломником, поступил на работу в Государственный исследовательский нефтяной институт (ГИНИ при ВСНХ), где Л. С. Лейбензоном была организована первая в СССР лаборатория транспорта и хранения нефти; работал на должностях научного сотрудника и заведующего лабораторией;
- 1928 — окончил 1-й МГУ; защитил квалификационную работу на тему «О передаче тепла при ламинарном движении подогретой вязкой жидкости», выполненную под руководством профессора Л. С. Лейбензона;
- 1930—1941 — по рекомендации профессора Л. С. Лейбензона перешёл в Московский нефтяной институт им. И. М. Губкина, работал в должности ассистента, доцента и заведующего кафедрой «Транспорт и хранение нефти и газа»;
- 1936 — защитил кандидатскую диссертацию, тема: «Исследования по теплообмену при транспорте и хранении нефтей». Кандидат технических наук;
- 1941—1942 — главный инженер Выхинской нефтебазы Наркомнефтепрома СССР (Московская область);
- 1942—1957 — доцент, профессор, заведующий кафедрой «Транспорт и хранение нефти и газа» МНИ им. Губкина;
- 1945 — защитил докторскую диссертацию, тема: «Последовательная перекачка нефтей (или нефтепродуктов) по одному трубопроводу»;
- 1946 — присуждена учёная степень «доктор технических наук»;
- 1946 — утверждён в учёном звании «профессор»;
- 1957—1958 — Уфимский нефтяной институт, профессор кафедры «Транспорт и хранение нефти и газа»;
- 1958—1963 — УНИ, зав. кафедрой «Транспорт и хранение нефти и газа».

## Научная и педагогическая деятельность
Область научных интересов профессора В. С. Яблонского: гидромеханика, гидравлика, разработка научных основ транспорта и хранения нефти и газа.
В период работы в ГИНИ при ВСНХ Всеволодом Сергеевичем был сооружён уникальный нефтепровод, на котором были изучены гидравлические сопротивления трубопроводов больших диаметров (8, 10, 12 и 14 дюймов) при перекачке нефтей и нефтепродуктов.
Основная научная заслуга В. С. Яблонского состоит в том, что он первым осознал потребность в широком переходе к трубопроводному способу транспортировки нефтепродуктов, предложил этот способ, разработал теоретически, обосновал экономически и довёл до практической реализации.
Профессор В. С. Яблонский и созданная им школа научных работников выполнили фундаментальные исследования по ряду направлений, среди которых важнейшие:
1. последовательная перекачка нескольких нефтепродуктов по одному трубопроводу;
2. гидромеханика неизотермических потоков при различных условиях теплообмена;
3. гидравлика нефтегазопроводов.

За период тридцатипятилетней научной и педагогической работы профессор В. С. Яблонский подготовил и выпустил свыше 600 инженеров-механиков по транспорту и хранению нефти.
С приходом В. С. Яблонского в УНИ началось становление кафедры «Транспорт и хранение нефти и газа». Сразу была открыта аспирантура. Всеволод Сергеевич внёс уникальный вклад в создание материальной базы кафедры. Благодаря ему в 1960 году при кафедре была основана отраслевая лаборатория трубопроводного транспорта Главнефтеснаба РСФСР, которая просуществовала до 1990 года. Эта лаборатория явилась научной базой для подготовки научных работ аспирантами и докторантами.
Среди наиболее известных учеников профессора В. С. Яблонского: доктора технических наук, профессора С. А. Бобровский, Г. М. Григорян, П. И. Тугунов, В. И. Черникин, В. А. Юфин. Ряд инженеров, учившихся у профессора Яблонского, являлись руководителями крупнейших учреждений и предприятий (К. И. Коваленко — начальник Башнефти, А. А. Куликов — начальник Главтранснефти, В. Д. Черняев — президент АК «Транснефть», Д. А. Черняев — начальник Башкирского нефтепроводного управления).
В. С. Яблонский является основателем одной из крупнейших научных школ, в рамках которой было подготовлено и защищено более 600 кандидатских и докторских диссертаций.

## Наиболее известные научные работы
Профессор В. С. Яблонский является автором 113 научных трудов, в том числе 19 монографий. Ряд его книг издан в Китае и Чехословакии. Среди наиболее известных научных работ В. С. Яблонского:
1. Яблонский B. C., Шумилов П. П. Исследование передачи тепла при движении нефтей и других жидкостей и газов по трубам // Нефтяное хозяйство. — 1929, № 5. — 3,3 п. л.
2. Яблонский B. C., Шумилов П. П. Опыты по перекачке мазутов с применением внутреннего обогрева нефтепродуктов // Нефтяное хозяйство. — 1929, № 8. — 0,8 п. л.
3. Яблонский B. C. Принципы расчета крупных нефтепроводов // Нефть. — 1931, № 5. — 0,3 п. л.
4. Яблонский B. C., Покровский В. М., Шумилов П. П. Водозеркальный подогрев (изобретение). — 1931.
5. Яблонский B. C., Покровский В. М., Шумилов П. П. К вопросу о зимних перевозках бензола в вагонах-цистернах // Нефтяное хозяйство. — 1931, № 1. — 1,5 п. л.
6. Яблонский B. C., Лейбензон Л. С., Вилькер Д. С., Шумилов П. П. Гидравлика: руководство для нефтяных втузов, техникумов и работников нефтяной промышленности // ОНТИ. — 1932. — 24 п. л.
7. Яблонский B. C., Шумилов П. П. Практический курс по теории теплопередачи: руководство для нефтяных вузов и работников нефтяной промышленности // ОНТИ. — 1932. — 11,2 п. л.
8. Яблонский B. C., Чарный И. А., Покровский В. М., Диденко Е. К. Расчет, сооружение и эксплуатация водозеркального подогрева // ОНТИ. — 1933. — 4,8 п. л.
9. Яблонский В. С. О расчете нефтепроводов: доклад на 1-й нефтетранспортной конференции // Аз. ОНТТ. — 1933. — 0,75 п. л.
10. Яблонский В. С Некоторые случаи теплообмена при меняющихся температурах: Диссертация… канд. техн. наук // Нефтяное хозяйство. — 1935, № 5. —1,3 п. л.
11. Яблонский B. C. Некоторые сведения из учения о теплопередаче (Введение в книгу Г. М. Григоряна «Подогрев нефтепродуктов») // ОНТИ. — 1935. — 1,25 п. л.
12. Яблонский B. C. и др. Железобетонные резервуары: альбом проектов, тт. 1—4 // ГОНТИ. — 1935. — 6 п. л.
13. Яблонский B. C., Обрядчиков С. Н. Основные принципы работы нового типа ректификационной колонны системы Подбильняка // Нефтяное хозяйство. — 1936, № 6. — 1,3 п. л.
14. Яблонский B. C. Сборник задач по гидравлике вязкой жидкости // ОНТИ. — 1937. — 3,6 п. л.
15. Яблонский B. C. Теплопередача (авторизованный перевод «Справочника по газовому делу») // ОНТИ. — 1938. — 3,0 п. л.
16. Яблонский B. C. Гидравлика для нефтяных техникумов: Утверждено ГУУЗом НКТП в качестве учебника // ОНТИ. — 1938. — 13,4 п. л.
17. Яблонский B. C., Чарный И. А., Белогорцев А. А., Белоусов В. Д. Определение суточных колебаний температуры паровоздушного пространства в бензинохранилище // Тр. МНИ. — 1940. Вып. 3. — 2,0 п. л.
18. Яблонский B. C., Григорян Г. М., Новикова В. И., Инчагов А. Х. Теплоизоляция как мероприятие по борьбе с потерями светлых нефтепродуктов // Тр. МНИ. — 1940. Вып. 3. — 3,0 п. л.
19. Яблонский B. C., Покровский В. М. .Черникин В. И. Определение некоторых условий перекачки вязких мазутов по 8" трубопроводу // Тр. МНИ. — 1940. Вып. 3. — 2,5 п. л.
20. Яблонский B. C., Григорян Г. М., Кульпин Г. С. Орошение как мероприятие по борьбе с потерями светлых нефтепродуктов при хранении // Тр. МНИ. — 1940. Вып. 3. — 6,0 п. л.
21. Яблонский B. C. Смешение при последовательной перекачке нескольких нефтепродуктов по одному трубопроводу // Нефтяное хозяйство. — 1946, № 2. — 0,75 п. л.
22. Яблонский B. C., Ветр Г. И. Сооружение и эксплуатация нефтепроводов: Учебник для нефтяных втузов. — ГОСТОПТЕХИЗДАТ. — 1948. — 28,5 п. л.
23. Яблонский B. C. Опыты по определению смеси, образующейся при последовательной перекачке нефтепродуктов по одному трубопровода // Тр. Техрацнефть. — 1948. Вып. 1. — 1,0 п. л.
24. Яблонский B. C., Яблонская В. П. Экспериментальное исследование теплообмена между двумя несмешивающимися жидкостями // ДАН, новая серия, т. IX. — 1948, № 9. — 0,3 п. л.
25. Яблонский B. C. Раздел «Техническая гидромеханика»: Краткий технический справочник в двух томах. — ГОСТОПТЕХИЗДАТ, 1 изд. 1949 г., 2 изд. 1951 г. — 4,0 п. л.
26. Яблонский B. C. Гидравлика для нефтяных техникумов. — 2-е изд. (допущено УУЗ МНП в качестве учебника). — ГОСТОПТЕХИЗДАТ. — 1951. — 14,52 п. л.
27. Яблонский B. C., Яблонская В. П. Сборник задач по технической гидромеханике (допущено МВО в качестве учебного пособия для вузов). — ГОСТОПТЕХИЗДАТ. — 1951. — 10,25 п. л.
28. Яблонский B. C. Пора ломать устаревшие традиции (по поводу преподавания физики во втузах) // Вестник высшей школы. — 1951, № 11. — 0,1 п. л.
29. Яблонский B. C. , Яблонская В. П. Сборник задач по технической гидромеханике (Перевод с русского на китайский). — КНР, Шанхай. — 1954. — 10,25 п. л.
30. Краткий технический справочник (раздел гидромеханики, тт. 1—2). — КНР, Пекин. — 1955. — 4,0 п. л.
31. Краткий технический справочник (раздел гидромеханики, т. 1). — Чехословакия, Прага. — 1956. — 4,0 п. л.
32. Яблонский B. C. Жизнь и деятельность Леонида Самуиловича Лейбензона (к 5-летию со дня смерти) // Тр. МНИ. — 1956. Вып. 16. — 0,5 п. л.
33. Яблонский B. C. Применение радиоактивных изотопов для контроля последовательной перекачки нефтепродуктов по трубопроводам // Нефтяное хозяйство. — 1956, № 9. — 0,5 п. л.
34. Яблонский B. C. Сооружение и эксплуатация нефтепроводов. — Ч. 1 и 2. — Пекин, КНР. — 1956. — 15 п. л.
35. Яблонский B. C., Бобровский С. А., Цикерман Л. Я. Аварийная сигнализация на магистральных трубопроводах // Нефтяное хозяйство. — 1957, № 5. — 0,25 п. л.
36. Яблонский B. C., Бобровский С. А., Блейхер Э. М. и др. Автоматизация транспортирования и объектов хранения нефти и нефтепродуктов. — ВИНИТИ. —1958. — 3,3 п. л.
37. Яблонский B. C., Юфин В. А., Бударов И. П. Последовательная перекачка нефтей и нефтепродуктов по магистральным трубопроводам. — М.: ГОСТОПТЕХИЗДАТ. — 1959. — 6,0 п. л.
38. Яблонский B. C., Белоусов В. Д. Проектирование нефтегазопроводов: Учебное пособие для вузов. — М.:ГОСТОПТЕХИЗДАТ. — 1959. — 15,0 п. л.
39. Яблонский B. C., Закиров Г. З. Гидравлическое сопротивление трубопровода в период смены жидкостей при их последовательной перекачке // Нефть и газ. — 1960, № 8. — 0,5 п. л.
40. Яблонский B. C. Краткий курс технической гидромеханики: Учебное пособие дли вузов. — М.: Физматгиз. — 1961. — 23 п. л.
41. Яблонский B. C., Закиров Г. З. Некоторые вопросы теории движения разделителей при последовательной перекачке нефтепродуктов // Нефть и газ. — 1961, № 3. — 0,5 п. л.
42. Яблонский B. C., Тугунов П. И. О распределении тепловой изоляции по длине трубопровода // Нефть и газ. — 1961, № 6. — 0,5 п. л.
43. Яблонский B. C., Закиров Г. З. Ещё о теории движения разделителей при последовательной перекачке // Нефть и газ. — 1961, № 7. — 0,5 п. л.
44. Яблонский B. C., Закиров Г. З. О времени подхода зоны смеси при последовательной перекачке нефтей и нефтепродуктов // Нефть и газ. — 1962, № 1. — 0,5 п. л.
45. Яблонский B. C., Новоселов В. Ф., Тугунов П. И. Экспериментальное исследование аккумуляции тепла грунтом // Бюллетень «Новости техники». — 1962. — 1,0 п. л.
46. Яблонский B. C., Харламенко В. И. Замещение (выталкивание) нефтей и нефтепродуктов в трубопроводах при ламинарном режиме // Нефть и газ. — 1962, № 7. — 0,5 п. л.
47. Яблонский B. C., Тугунов П. И. Прогрев грунта линейным источником при граничных условиях I рода // Нефть и газ. — 1962, № 7. — 0,5 п. л.
48. Яблонский B. C., Тугунов П. И. Определение количества тепла, аккумулированного грунтом // Нефть и газ. — 1962, № 9. — 0,5 п. л.
49. Яблонский B. C., Тугунов П. И. Прогрев грунта линейным источником при граничных условиях III рода // Нефть и газ. — 1962, № 10. — 0,5 п. л.
50. Яблонский B. C., Тугунов П. И. Прогрев грунта цилиндрическим источником при граничных условиях I рода // Нефть и газ. — 1962, № 11. — 0,5 п. л.
51. Яблонский B. C., Новоселов В. Ф., Галеев В. Б., Закиров Г. З. Проектирование, эксплуатация и ремонт нефтепродуктопроводов: Учебное пособие. — М.: Недра. — 1965. — 20,0 п. л.

## Признание
- 1945 — орден «Знак Почёта»;
- 1945 — медаль «За оборону Москвы»;
- 1946 — медаль «За доблестный труд в Великой Отечественной войне 1941—1945 гг.»;
- 1947 — медаль «В память 800-летия Москвы»;
- 1961 — медаль «За трудовую доблесть»;
- 1962 — звание «Заслуженный деятель науки и техники РСФСР».

B. C. Яблонский был награждён знаком «Отличник Наркомнефти».

## Семья
Жена Всеволода Сергеевича, Анна Александровна, была преподавателем математики в начальной и средней школе.
Старший сын — Сергей Всеволодович Яблонский (1924—1998), известный математик, член-корреспондент АН СССР, лауреат Ленинской премии, один из основателей отечественной школы математической кибернетики.
Младший сын — Евгений Всеволодович Яблонский, в 1953 году с отличием окончил МАИ им. С. Орджоникидзе. Работал на Московском вертолётном заводе им. М. Л. Миля, в том числе заместителем начальника и начальником ОКБ, заместителем главного конструктора по системам вооружения и боевым вертолётам, заместителем генерального конструктора. Лауреат Государственной премии СССР (за создание вертолёта Ми-8).